# غوردون ماكمولان
غوردون ماكمولان (بالإنجليزية: Gordon McMullan)‏ هو قسيس أيرلندي، ولد في 1934.